# فابيان غونزاليس (لاعب كرة قدم)
فابيان غونزاليس (بالإسبانية: Fabián González Lasso)‏ هو لاعب كرة قدم كولومبي في مركز الهجوم، ولد في 23 نوفمبر 1992 في Puerto Tejada, Cauca ‏ في كولومبيا. لعب مع نادي أياكوتشو.

## وصلات خارجية
- فابيان غونزاليس (لاعب كرة قدم) على موقع رابطة كرة القدم اليابانية للمحترفين (اليابانية)
- فابيان غونزاليس (لاعب كرة قدم) على موقع قاعدة بيانات كرة القدم.إي يو (الإنجليزية)
- فابيان غونزاليس (لاعب كرة قدم) على موقع Soccerway.com (الإنجليزية)
- فابيان غونزاليس (لاعب كرة قدم) على موقع عالم كرة القدم.نت (الإنجليزية)
- فابيان غونزاليس (لاعب كرة قدم) على موقع AS.com (الإسبانية)